# Dalstjärnen (Ramsele socken, Ångermanland)
Dalstjärnen är en sjö i Sollefteå kommun i Ångermanland och ingår i Ångermanälvens huvudavrinningsområde.